# Кромвель (гора)
Кромвель (англ. Mount Cromwell) — гора в долине реки Санвапта в национальном парке Джаспер (Альберта, Канада). Расположена в 2 км к северу от восточной вершины Статфилд-Пика в хребте Уинстона Черчилля Канадских Скалистых гор.

## Название
Гора была названа в 1972 году Дж. Монро Торингтоном в честь Оливера Итона (Тони) Кромвеля, американского альпиниста, совершившего много первых восхождений в Канадских Скалистых горах.

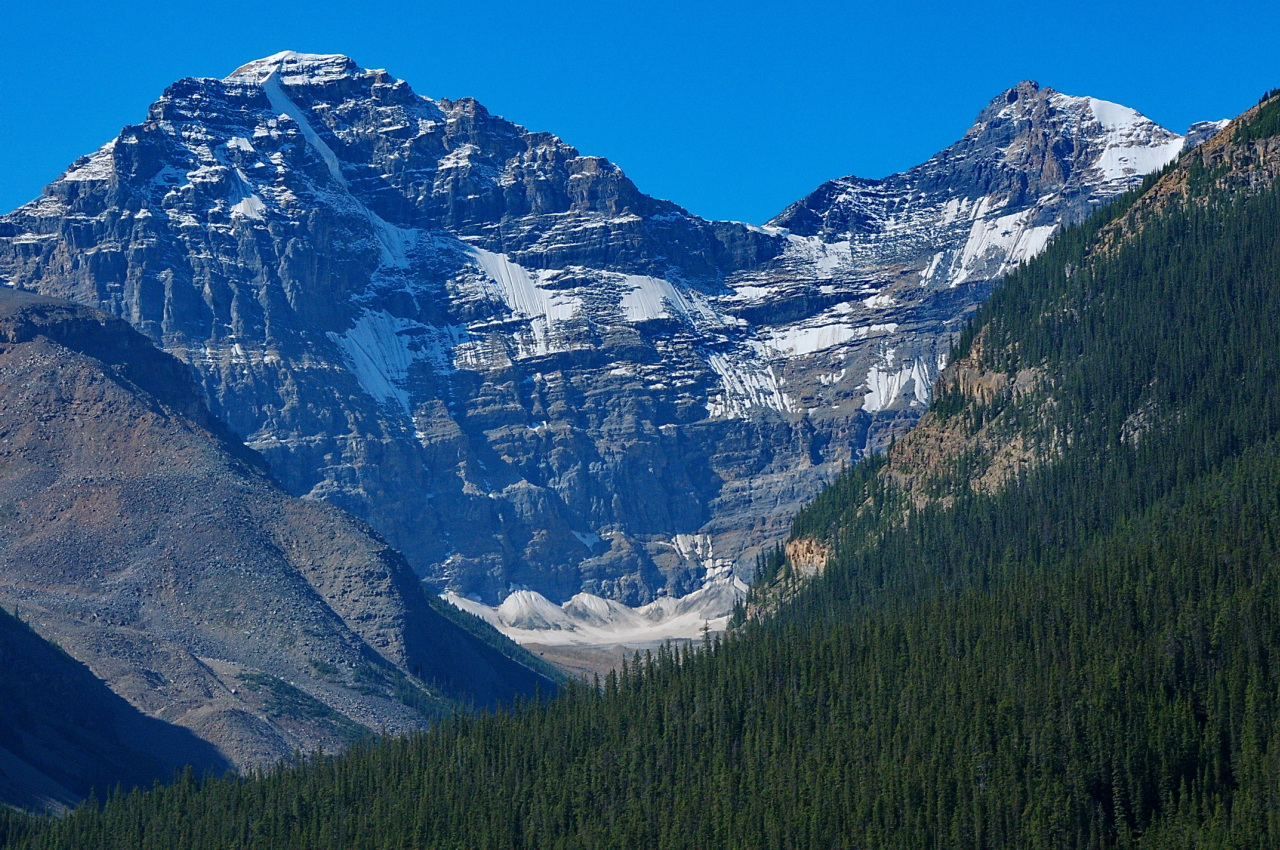
Горы Кромвель (слева) и Энгелхард (справа)

## История
Первое восхождение было совершено в 1938 году Э. Кромвелем, Э. Кромвелем-младшим, Ф. С. Норт, Дж. Монро Торингтон, под руководством Эдварда Феуза-младшего. В 2005 году Билл Корбетт, автор книги «Одиннадцать тысяч канадских Скалистых гор», поднялся на вершину горы Кромвель. На вершине его GPS зарегистрировал 11 006 футов. Так что, возможно, гору Кромвель следует включить в список канадских Скалистых гор, высота которых превышает 11 тыс. футов.

## Климат
По классификации Кёппена гора Кромвель находится в субарктической климатической зоне с холодной снежной зимой и умеренным летом. Зимние температуры могут быть ниже −20 °C, при жёсткости погоды — ниже −30 °C. Территория горы находится в бассейне реки Атабаска.